# Zygmunt Rydlewski
Zygmunt Jan Rydlewski CSSp (ur. 1 maja 1868 w Książu Wielkopolskim, zm. 2 stycznia 1941 w Lubiniu) – polski ojciec misjonarz Zgromadzenia Ducha Świętego, kapelan Armii gen. Józefa Hallera we Francji, dyrektor Domu św. Józefa dla synów obrońców Ojczyzny im. gen. J. Hallera w Bydgoszczy, superior Domu zakonnego w Puszczykówku koło Poznania.

## Życiorys
Urodził się 1 maja 1868 w Książu Wielkopolskim. W 1885 r. wstąpił do Zgromadzenia Ducha Świętego. Święcenia kapłańskie przyjął 28 listopada 1892 r., a śluby zakonne złożył 15 sierpnia 1893 r.

### Kapelan wojskowy
Początkowo pracował w Stanach Zjednoczonych. W 1918 r. udał się do Francji, gdzie w 1919 r. został kapelanem 4. Pułku Strzelców Polskich Armii gen. J. Hallera. Po przybyciu tej armii do Polski brał udział w walkach z Ukraińcami w Galicji Wschodniej. Za poświęcenie i odwagę otrzymał pochwałę gen. Józefa Hallera. 9 września 1919 r. został zwolniony z obowiązków proboszcza dywizyjnego i opuścił pułk. Zimą 1920 r. jako dziekan przy dowództwie Frontu Pomorskiego towarzyszył gen. Hallerowi w przejmowaniu Pomorza przez Polskę. Brał udział w uroczystości zaślubin Polski z morzem w Pucku 20 lutego 1920 r.
25 marca tego roku wyruszył z dowództwem Frontu Pomorskiego do powiatu dziśnieńskiego, na froncie bolszewickim. Przeżył odwrót z Głębokiego, aż do Małkini. 1 sierpnia 1920 r. przeniesiono go, jako dziekana do 3. armii, która cofała się od Kowla przez Chełm do Lublina. Pomagał księżom kapelanom w szpitalach oraz przygotowywał na śmierć rannych żołnierzy. Wtedy też zrodziła się w nim myśl zaopiekowania się sierotami po poległych żołnierzach.

### Działalność w Bydgoszczy
Już w listopadzie 1920 r., podczas pierwszego urlopu w wojsku, zachęcony przez gen. Hallera i prymasa Polski ks. kard. Edmunda Dalbora, rozpoczął przygotowania do utworzenia zakładu dla chłopców. Uzyskawszy zwolnienie ze służby wojskowej, udał się do Bydgoszczy, gdzie szukał odpowiedniego domu dla „synów obrońców Ojczyzny”. Znaleziony 10-pokojowy dom na przedmieściu Wilczak, został zakupiony przez Zarząd Główny Polskiego Czerwonego Krzyża i przeznaczony na „Dom Św. Józefa dla synów obrońców Ojczyzny im. gen. Józefa Hallera”. W lipcu 1921 r. z pomocą zdemobilizowanego kapitana Wojciecha Albrychta, rozpoczął przygotowania do przyjęcia pierwszych chłopców. W miesiąc później w domu mieszkało już 20 chłopców z różnych części Polski. O. Rydlewski kierował placówką do początku lat 30. XX w. Spoczywał na nim obowiązek jego utrzymania i zapewnienia chłopcom należytych warunków życia i nauki.
O. Rydlewski był jednym z pierwszych duchaczy w Bydgoszczy. 10 października 1922 r. Zgromadzenie Ducha Świętego zostało zarejestrowane jako Kongregacja Ducha Świętego z siedzibą w Bydgoszczy. W 1925 r. zyskało status wiceprowincji. Siedzibą bydgoskich duchaczy był początkowo Dom Św. Józefa przy ulicy Śniadeckich 54, gdzie o. Rydlewski pełnił funkcję kapelana kaplicy półpublicznej.
Po utworzeniu Domu zakonnego Zgromadzenia Ducha Świętego w Puszczykówku k. Poznania w 1933 r. i przeniesieniu tam nowicjatu z Bydgoszczy, został w nim superiorem i mistrzem nowicjatu.

### Śmierć
Po najeździe Niemiec na Polskę we wrześniu 1939 r. został aresztowany 2 listopada tego roku. Więziony był w Puszczykówku, Miejskiej Górce i Lubiniu. Zmarł 2 stycznia 1941 r. w klasztorze benedyktynów w Lubiniu, przekształconym przez hitlerowców na obóz internowania dla zakonników.

## Ordery i odznaczenia
- Krzyż Walecznych (1921)[1]
- Złoty Krzyż Zasługi (9 listopada 1931)[2]